# اگزون
اگزون یا بیانه توالی‌های نوکلئیک اسیدی هستند؛ که هر زمان به صورت آران‌ای درآمدند؛ می‌توانند برای ساخت پروتئین به کار روند. جداسازی آن‌ها از اینترون‌ها به وسیلهٔ فرایند پیرایش آران‌ای و اتصال اگزون‌ها به یکدیگر و حذف اینترون‌ها صورت می‌گیرد. حتی دیده شده‌است که گاهی اگزون‌های روی ژن‌های مختلف و دور از هم می‌توانند به یکدیگر متصل شوند.

## تاریخچه
اگزون‌ها نواحی رمزداری هستند که اولین بار توسط شیمی‌دانی به نام Walter Gilbert در سال ۱۹۷۸ کشف شدند. او گفت: عقیدهٔ من این است که بعد از رونویسی قسمت‌هایی از آران‌ای حذف شده و قسمت‌هایی نیز باقی می‌مانند و در آران‌ای بالغ دیده می‌شوند قسمت‌های حذف شده اینترون و باقی‌مانده اگزون‌ها هستند؛ بنابراین قبل از ترجمه و ساخت پروتئین نواحی از آن برای ساخت آماده و سر هم‌بندی می‌شوند.

## عملکرد
در بسیاری از ژن‌ها اگزون‌ها دارای نواحی ترجمه شونده هستند؛ که از روی آن‌ها پروتئین ساخته می‌شوند در انسان نواحی اگزونی کشف شده‌است که هیچ پروتئین از روی آن‌ها ساخته نمی‌شود. ابتدا و انتهای آن‌ها دارای توالی بسیار مهمی است که به آن‌ها ۵' UTR و ۳' UTR می‌گویند. این نواحی برای اتصال آن‌ها به یکدیگر در هنگام پیرایش آران‌ای بسیار مهم و حیاتی است. این نواحی برگردان نمی‌شوند و برای کنترل ترجمه و بالابردن نیمه عمر محصول رونویسی (ژنتیک) نقش بسیار مهمی دارد.
فرایند اگزون زایی سبب تولید اگزون‌های جدید می‌شود که می‌تواند نتیجهٔ جهش در اینترون‌ها باشد.
پلی سیسترونیک حالتی است که تعداد زیادی قاب خواندن یعنی نواحیبرگردان شوند پشت سر هم قرار می‌گیرند فاصلهٔ هر منطقه از منطقهٔ قبلی بسیار کم است.

## آزمایش یر روی اگزون‌ها
اگزون تراپی یا ژن تراپی تکنیکی در زیست‌شناسی مولکولی است؛ که به وسیلهٔ پردازش بر روی اگزون ـ اینترون‌ها ژن‌های جدید کشف می‌شوند. یک اگزون جدید برای بررسی اگزون مورد نظر به کار می‌رود.